# Val de Chaise
Val de Chaise is een gemeente in het Franse departement Haute-Savoie (regio Auvergne-Rhône-Alpes). De plaats maakt deel uit van het arrondissement Annecy. Val de Chaise is op 1 januari 2016 ontstaan door de fusie van de gemeenten Cons-Sainte-Colombe en Marlens. De gemeente telde op 1 januari 2022 1.401 inwoners.

## Geografie
De oppervlakte van Val de Chaise bedroeg op 1 januari 2022 18,7 vierkante kilometer; de bevolkingsdichtheid was toen 74,9 inwoners per km².

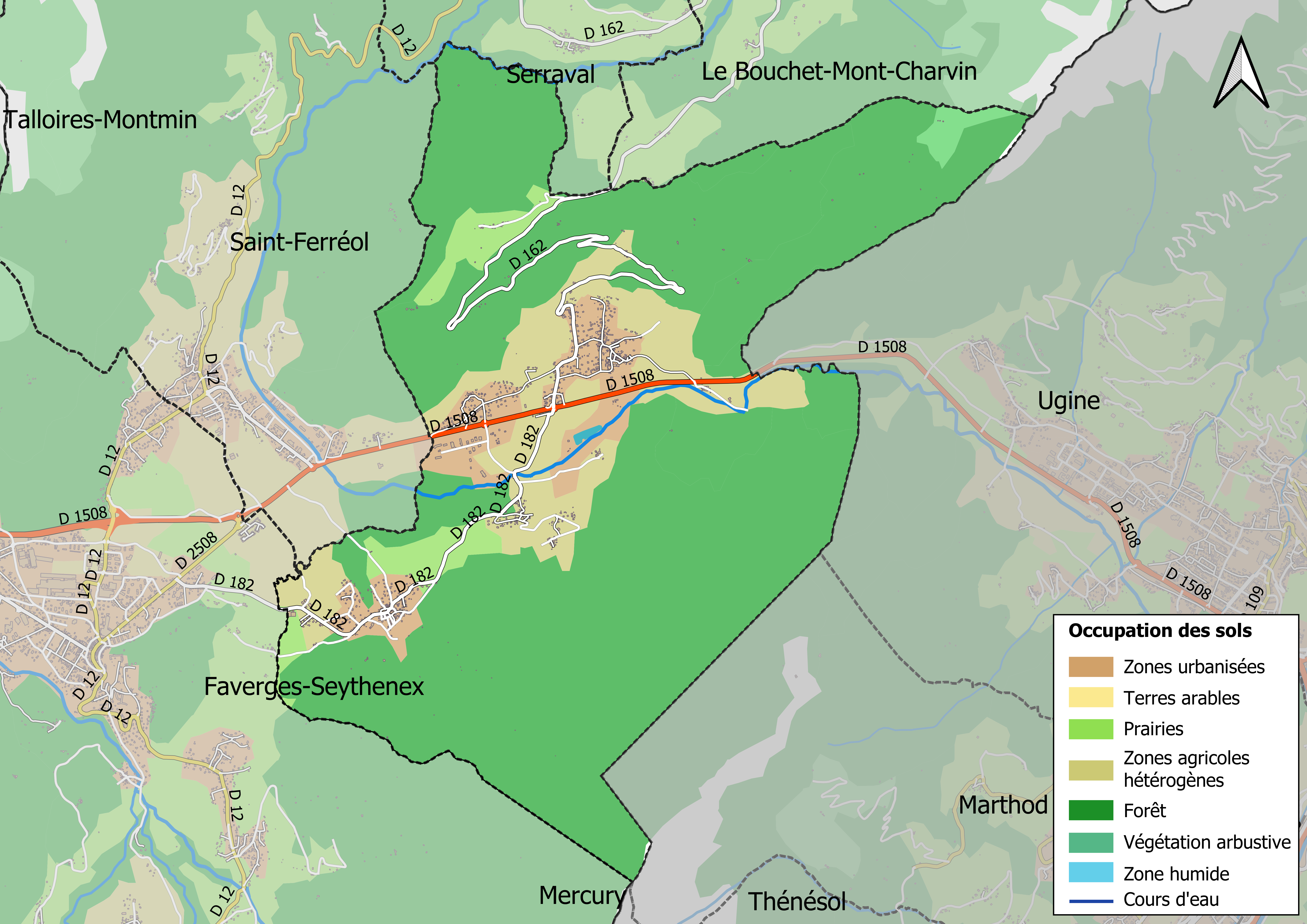
Kaart van de gemeente met de belangrijkste infrastructuur, bodemgebruik en omliggende gemeenten